# Chlorogalum purpureum
Chlorogalum purpureum är en sparrisväxtart som beskrevs av Townshend Stith Brandegee. Chlorogalum purpureum ingår i släktet Chlorogalum och familjen sparrisväxter.
Artens utbredningsområde är Kalifornien.

## Underarter
Arten delas in i följande underarter:
- C. p. purpureum
- C. p. reductum

## Bildgalleri

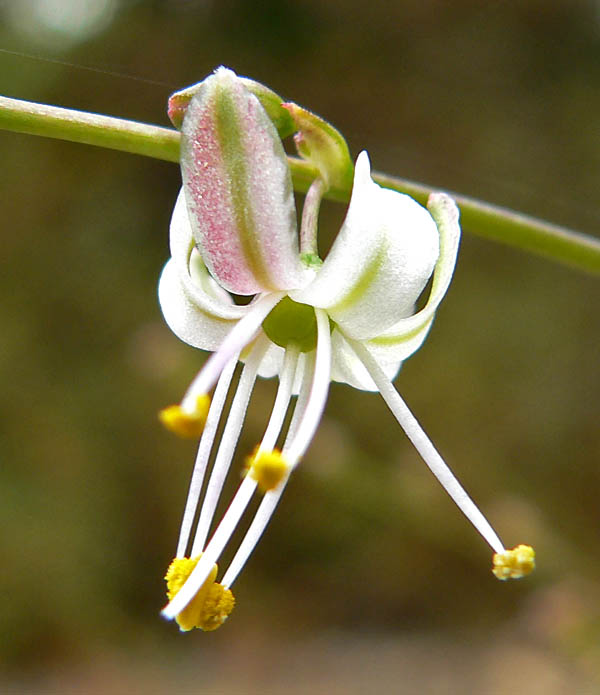